# Helmut Kluck
Helmut Adalbert Kluck (auch Hellmuth; * 25. September 1894 in Danzig, Provinz Westpreußen; † 12. März 1967 in Bad Pyrmont) war ein deutscher Mediziner und in den 1930er Jahren Senator für Volksgesundheit der Freien Stadt Danzig.

## Leben
Kluck absolvierte ein Studium der Medizin und erhielt nach Studienende 1920 die Approbation. Danach war er als Assistenzarzt auf Inneren Abteilung des Danziger Städtischen Krankenhauses unter der Leitung von Adolf Wallenberg tätig und verfasste in diesem Rahmen seine Dissertation „Apoplektiforme Erkrankung in der medialen unteren Brückengegend (Blutung aus einer rechten Art. mediana pontis inferior?)“ mit der er 1921 bei Oskar Minkowski an der Universität Breslau zum Dr. med. promovierte. Ab 1922 war er als Kreisassistenzarzt, dann als Kreisarzt und schließlich als Hafenarzt tätig.
Zunächst der Zentrumspartei zugehörig, trat er zum 1. November 1931 der NSDAP bei (Mitgliedsnummer 719.865). Des Weiteren trat er dem NS-Ärztebund und 1932 der SS (SS-Nr. 46.084) bei. Im Herbst 1934 war er als SS-Sturmhauptführer (nachfolgend Hauptsturmführer genannt) Leiter der 2. SS-Reiterstandarte und namhafter Führer in der Reiter-SS. Mitte September 1935 stieg er zum SS-Standartenführer (Oberst) auf. Ab 1933 war Kluck im Senat Rauschning und im Senat Greiser in der Volksgesundheit der Freien Stadt Danzig. Nach Gründung der Staatlichen Akademie für Medizin in Danzig im April 1935 wurde er deren erster Rektor. Kluck hielt dort Vorlesungen über Sozialmedizin, Erbkrankheiten und Rassenpflege. Zudem war er Gauobmann und Gauamtsleiter für Volksgesundheit in Danzig. In seiner Heimatstadt war er Präsident des Roten Kreuzes. Kluck wurde 1936 seines Amtes enthoben und im Jahr darauf aus der Partei ausgeschlossen. Anschließend wanderte er nach Brasilien aus, wo er bei Pharmafirmen beschäftigt war. Er kehrte 1939 zurück und wurde für die Schering AG tätig. Während des Zweiten Weltkrieges hatte er seinen Wohnsitz in Blankenfelde und war u. a. Vorstandsmitglied der Alpinen Chemischen AG in Kufstein.
Nach Kriegsende praktizierte Kluck als Allgemeinmediziner in Bad Eilsen. In Niedersachsen wurde er 1949 in den Staatsdienst übernommen und war ab Juni 1954 Leiter der Gesundheitsabteilung im Niedersächsischen Sozialministerium. Ab 1956 war er Mitglied des Wissenschaftlichen Rates der Internationalen Gesellschaft zur Erforschung von Zivilisationskrankheiten und Vitalstoffen.